# 제임스 라도

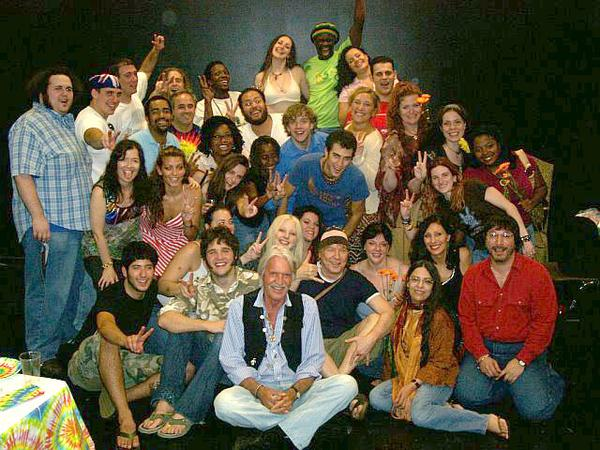

제임스 라도(James Rado, 1932년 1월 23일~2022년 6월 21일)는 미국의 배우, 작곡가, 저자, 연극 배우, 텔레비전 배우, 작가, 각본가, 영화배우이다.
베니스에서 태어났다.

## 영화
- 아녜스 바르다의 해변(2008년) - 본인 역
- 헤어 - 그 40년의 역사(2007년) - 본인 역
- 헤어(1979년)
- 라이온의 사랑(1969년)